# Rafael Ferrando
| 34854 Paquifrutos     | 13 ottobre 2001   |
| 64553 Segorbe         | 24 novembre 2001  |
| 72827 Maxaub          | 23 aprile 2001    |
| 78071 Vicent          | 1º giugno 2002    |
| 88470 Joaquinescrig   | 26 agosto 2001    |
| 90140 Gómezdonet      | 28 dicembre 2002  |
| 90414 Karpov          | 19 dicembre 2003  |
| 107223 Ripero         | 21 gennaio 2001   |
| 108113 Maza           | 14 aprile 2001    |
| 109097 Hamuy          | 19 agosto 2001    |
| 112656 Gines          | 12 agosto 2002    |
| 113388 Davidmartinez  | 28 settembre 2002 |
| 117406 Blasgámez      | 7 gennaio 2005    |
| 125476 Frangarcia     | 27 novembre 2001  |
| 128474 Arbacia        | 7 agosto 2004     |
| 376574 Michalkusiak   | 19 gennaio 2007   |
| 542926 Manteca        | 4 agosto 2007     |
| 551233 Miguelanton    | 23 agosto 2006    |
| 552888 Felixrodriguez | 5 novembre 2010   |
| 462078 Carlosbriones  | 18 marzo 2007     |

Rafael Ferrando (1966) è un astronomo amatoriale spagnolo.
Il Minor Planet Center gli accredita la scoperta di duecentotrentadue asteroidi, effettuate tra il 2001 e il 2011, in parte in collaborazione con Carlos Segarra e con il figlio Mizar Ferrando.
Gli è stato dedicato l'asteroide 161545 Ferrando.